# Bohdan Paczyński
Bohdan Paczyński o Bohdan Paczynski (Vilna, 8 de febrero de 1940 - 19 de abril de 2007) fue un astrónomo y astrofísico polaco, destacado por sus trabajos sobre la evolución estelar.
Se formó en la Universidad de Varsovia. En 1981 se trasladó a Estados Unidos, donde fue profesor de astrofísica en la cátedra de The Lyman Spitzer Jr. de la Universidad de Princeton. Fue el iniciador del proyecto polaco para descubrir materia oscura en el espacio, denominado Optical Gravitational Lensing Experiment y del All Sky Automated Survey, también polaco, destinado a monitorear la fotometría de aproximadamente 10 millones de estrellas.
Sus novedosos métodos para el descubrimiento de objetos estelares y realizar el cálculo de su masa usando lentes gravitacionales, supusieron su reconocimiento científico internacional. Fue también uno de los primeros astrofísicos en proponer que los brotes de rayos gamma se producían a distancias astronómicas. Sus trabajos se concentraron en la evolución estelar, las lentes gravitacionales, las microlentes gravitacionales, las estrellas variables, los brotes de rayos gamma y la estructura galáctica.
Entre sus reconocimiento destaca el doctorado honoris causa por la Universidad de Vratislavia que recibió el 29 de junio de 2005 y el de la Universidad Nicolaus Copernicus de Toruń el 22 de septiembre de 2006.

## Honores y distinciones
- Medalla Karl-Schwarzschild
- Medalla Eddington, 1987
- Premio Dannie Heineman, 1992.
- Medalla Henry Draper, 1997.
- Medalla de oro de la Real Sociedad Astronómica, 1999.
- Premio Bruno Rossi, 2000
- Medalla Bruce, 2002.
- Henry Norris Russell Lectureship, 2006.
- Un asteroide lleva su nombre: (11755) Paczynski